# Vicirionessa
Genre
Vicirionessa est un genre d'araignées aranéomorphes de la famille des Salticidae.

## Distribution
Les espèces de ce genre se rencontrent en Afrique subsaharienne.

## Liste des espèces
Selon World Spider Catalog (version 25.5, 30/01/2025) :
- Vicirionessa albocincta (Thorell, 1899)
- Vicirionessa besanconi (Berland & Millot, 1941)
- Vicirionessa chabanaudi (Fage, 1923)
- Vicirionessa equestris (Simon, 1903)
- Vicirionessa fuscimana (Simon, 1903)
- Vicirionessa ignota Wiśniewski & Wesołowska, 2024
- Vicirionessa mustela (Simon, 1902)
- Vicirionessa niveimana (Simon, 1902)
- Vicirionessa occidentalis (Wesołowska & Russell-Smith, 2011)
- Vicirionessa peckhamorum (Lessert, 1927)
- Vicirionessa signata (Dawidowicz & Wesołowska, 2016)
- Vicirionessa spinosa Haddad, Wiśniewski & Wesołowska, 2024
- Vicirionessa tergina (Simon, 1903)

## Systématique et taxinomie
Ce genre a été décrit par Wesołowska et Russell-Smit en 2022 dans les Salticidae.

## Publication originale
- Wesołowska & Russell-Smith, 2022 : « Jumping spiders from Ivory Coast collected by J.-C. Ledoux (Araneae, Salticidae). » European Journal of Taxonomy, vol. 841, p. 1-143 (texte intégral).